# Gustaf Myhrman (läkare)
Gustaf Christofer Myhrman, född den 10 juni 1903 i Stockholm, död den 17 januari 1991 i Stockholm, var en svensk läkare. Han var son till Sam Myhrman och Anna, f. Kjelleström
Myhrman avlade medicine kandidatexamen vid Karolinska institutet i Stockholm 1925 och medicine licentiatexamen 1930. Han disputerade för medicine doktorsgraden 1938 på Karolinska Institutet. 
Myhrman tjänstgjorde vid Serafimerlasarettet 1930–1943. Han var överläkare på medicinska avdelningen vid garnisonssjukhuset i Boden 1944–1950 och på medicinska kliniken vid Regionsjukhuset i Örebro 1950–1969. Efter pensioneringen därifrån fortsatte Myhrman som läkare vid dåvarande Centrala läkarmottagningen i Örebro 1969–1982. 
Han var redaktör för Medicinska föreningens tidskrift 1928–1930 och för Svenska läkartidningen 1940–1944. Myhrman publicerade även debattartiklar i dagspressen, framför allt i Svenska Dagbladet som så kallade "understreckare". Artiklarna behandlade ofta om läkarens roll i samhället, samt om sjukvårdspolitiska och socialmedicinska frågor. Ett typisk Myhrman-artikel med rubriken "Vårdkrisen och doktrinerna" publicerades 1963-02-15. Den handlade om sjuksköterskebristen, som delvis berodde på att sjuksköterskor som gift sig, avbröt sin yrkeskarriär och blev hemmafruar. Han höll även radioföredrag.
Han är begravd på Norra begravningsplatsen utanför Stockholm.